# Irving Kahn
Irving Kahn (ur. 19 grudnia 1905 w Nowym Jorku, zm. 24 lutego 2015) – amerykański finansista i inwestor żydowskiego pochodzenia.

## Życiorys
Irving Kahn pochodził z rodziny żydowskich imigrantów z Polski. Jego matka wyemigrowała do USA z Płocka, a ojciec z Białegostoku. Irving Kahn ukończył ekonomię na Columbia University i pracował w firmie Benjamina Grahama. W czasie wielkiego kryzysu zainwestował w akcje Magma Copper. W 1937 założył Stowarzyszenie Analityków Rynku Obligacji, którego był honorowym prezesem. Do końca życia prowadził własną firmę Kahn Brothers.

## Długowiecznośćw rodzinie
Irving Kahn wraz ze swym rodzeństwem (zmarłą w 2011 w wieku niespełna 110 lat siostrą Helen, bratem Peterem - zmarłym w 2014 w wieku niespełna 104 lat, oraz zmarłą w 2005 w wieku 101 lat siostrą Lee) stał się przypadkiem interesującym dla badaczy. Od rodzeństwa pobrano próbki krwi. Gerontolodzy z Bostonu i Nowego Jorku przez wiele godzin przeprowadzali z nimi wywiady na temat ich zdrowego i aktywnego życia po ukończeniu stu lat.